# Wasilla
Wasilla – miasto w amerykańskim stanie Alaska, położone w odległości około 70 km na północ od największego miasta stanu, Anchorage. 8471 mieszkańców w 2005 roku i 9945 mieszkańców w 2023 roku. Miejsce właściwego startu wyścigu psich zaprzęgów Iditarod w latach 1973–2002.